# Plectroglyphidodon sindonis
Espèce
Plectroglyphidodon sindonis est une espèce de poissons de la famille des Pomacentridae.